# Greektown (Toronto)
Greektown ist ein Stadtviertel von Toronto. Die amtliche Bezeichnung lautet „GreekTown on the Danforth“, nach der Straße, die es durchquert. Die Greektown wurde von Angehörigen der griechischen Diaspora nach 1919 bezogen.

## Geschichte

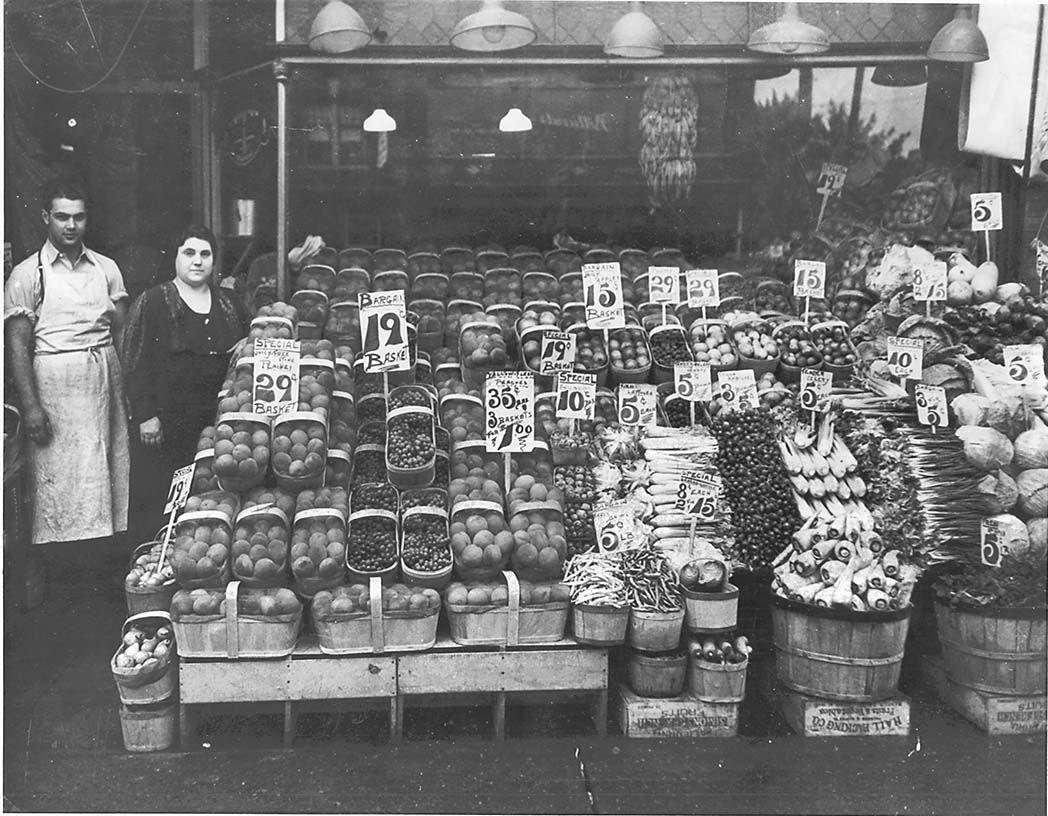
Griechisches Obst und Gemüsegeschäft (1932). Das Geschäft existiert bis heute

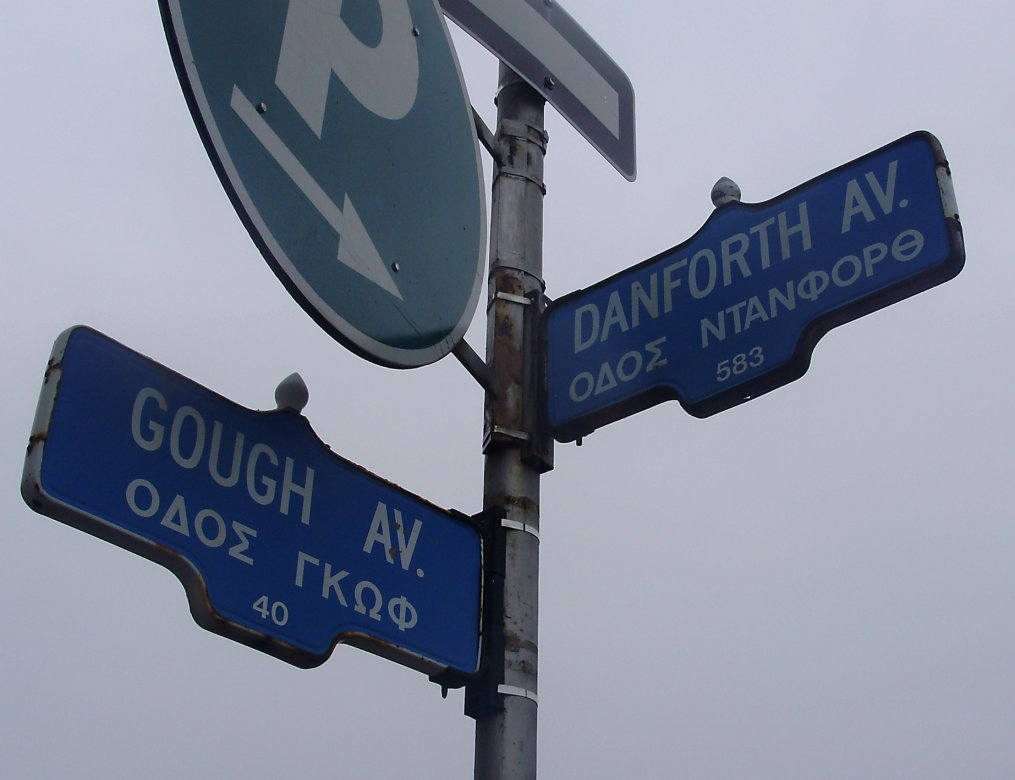
Zweisprachige Straßenschilder

Die Greektown befand sich ursprünglich an der Yonge Street. Nach den Griechenfeindlichen Ausschreitungen 1918 verließen die Griechen das dortige Viertel und ließen sich an der Danforth Avenue nieder. Der amerikanische Bauunternehmer Asa Danforth Jr. hatte das Gelände zwischen Queen Street und Kingston Road erworben und Häuser gebaut.
Die höchste Anzahl griechischstämmiger Bewohner erreichte das Viertel in den frühen 1970er Jahren, als aufgrund der Junta in Griechenland auch viele politische Flüchtlinge in Kanada Asyl erhalten hatten, die zumeist nach 1974 wieder zurückkehrten. Gleichzeitig zogen griechische Kanadier vermehrt in die Vorstädte, so dass die Kaufleute und Gastronomen sich verstärkt anderen Zielgruppen zuwandten.
Heute beträgt der griechische Anteil an der Stadtbevölkerung Torontos noch 7,3 %, nach wie vor ist Greektown mit 125.000 Griechen das größte griechische Wohnviertel in Nordamerika.

## Lage und Bedeutung

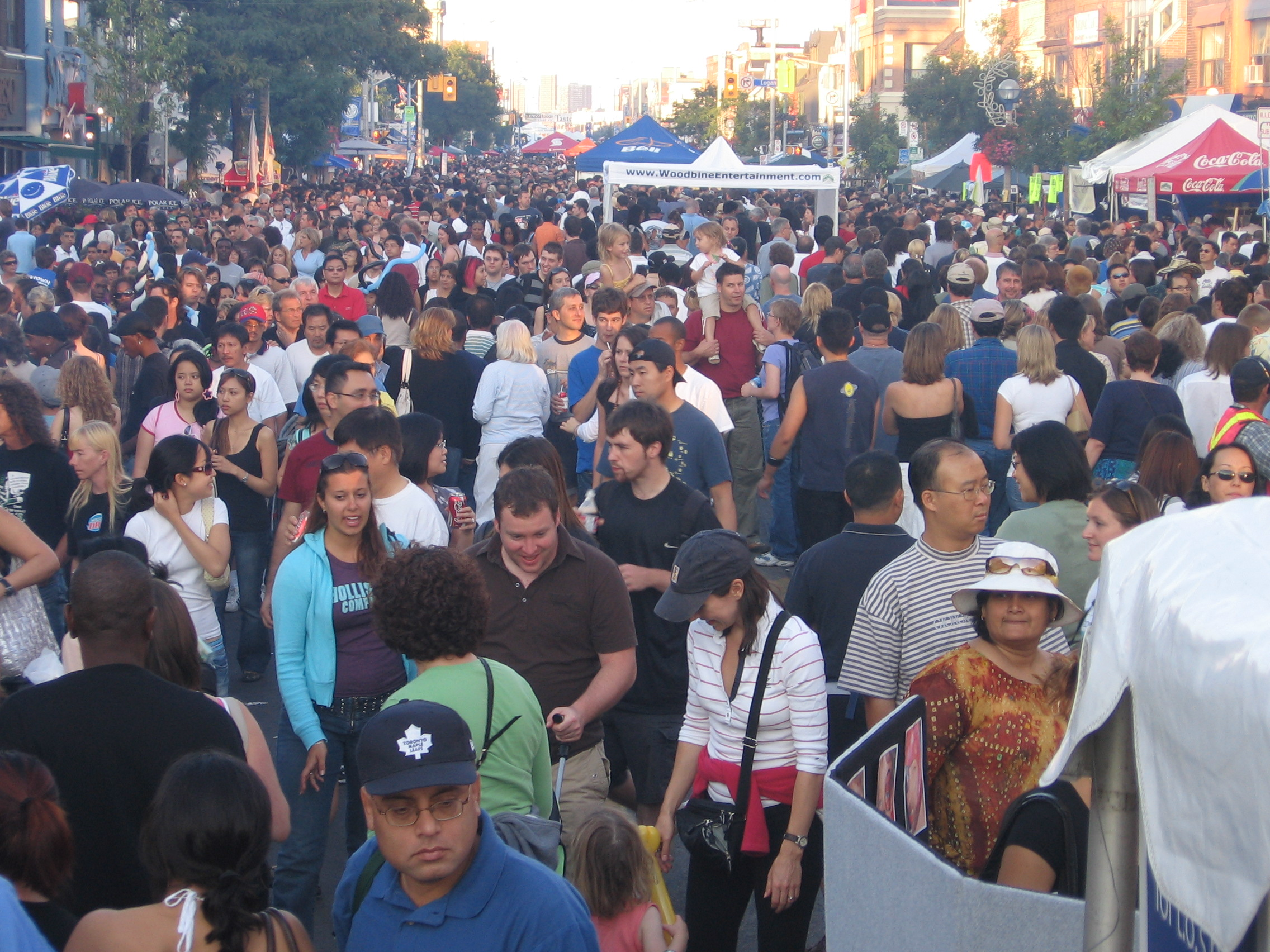
„Taste of the Danforth“ (2007)

Greektown liegt östlich des Don Valley Parkway an der Danforth Avenue gelegen, in dem vornehmlich griechische Einwanderer leben. Die Straßenschilder sind zweisprachig.
Von einem ethnisch geprägten Migrantenviertel wandelte sich die Greektown ab 1981 zu einem Ausgehbezirk mit über 400 griechischen Restaurants, Spezialitätengeschäften und Bäckereien und ist bei Einheimischen und Touristen gleichermaßen beliebt. Die Folge ist eine Gentrifizierung mit einem erheblichen Anstieg der Immobilienpreise.
Um den 15. August wird seit 1994 das dreitägige „Taste of the Danforth“-Festival veranstaltet, das anfänglich ein Straßenfest mit 5000 Besuchern war und inzwischen über 1,5 Mio. Besucher anzieht. Ursprünglich nur für griechische Spezialitäten gedacht, steht es mittlerweile allen Spezialitätenküchen offen und umfasst auch sportliche Aktivitäten wie Streethockey und Basketball.

## Rezeption
- In dem Viertel lebte der Schriftsteller Tom Petkos. Er wurde in dem Song „The Old Apartment“ der Barenaked Ladies verewigt.

- Szenen des Films My Big Fat Greek Wedding wurden ebenfalls hier gedreht.